# Absolutely Fabulous (canção)
"Absolutely Fabulous" é uma canção da dupla inglesa de música eletrônica Pet Shop Boys, lançada como single em 1994 para a organização de caridade britânica Comic Relief (sob o pseudônimo "Absolutely Fabulous"). A música se baseou na sitcom de mesmo nome da BBC (criada por Jennifer Saunders), e por esta razão são ouvidas frases de efeito tiradas da primeira temporada da série no decorrer da faixa. O single chegou à posição de número seis na tabela musical de singles britânica e à de número 7 na tabela musical Hot Dance Club Play da Billboard. Contudo, seu maior sucesso se deu na Oceania, onde estreou e teve pico na posição de nº 2 das tabelas musicais tanto da Austrália, quanto da Nova Zelândia. "Absolutely Fabulous" é, até hoje, a maior posição alcançada por uma música dos Pet Shop Boys na Austrália, sendo também sua última entrada no Top 10.

## Composição e lançamento
A faixa foi lançado em 31 de maio de 1994. A ideia surgiu a partir do interesse dos próprios artistas. Em entrevista, Neil Tennant afirmou que "Tivemos a ideia porque gostamos muito do programa [...] Pensamos que seria uma música engraçada, e também tínhamos vontade de conhecê-las." O dinheiro arrecadado com a canção foi doado à organização de caridade Comic Relief. Tennant ainda completa sobre a faixa dizendo: "Sei que alguns estão horrorizados que fizemos uma música de caridade, mas parecia ser um jeito de lidar com isso. Foi fácil, porque fizemos a canção por diversão, não como uma afirmação sobre nossa artisticidade." A composição da faixa se basea em trechos, com frases de efeito, da sitcom da BBC homônima à organização de caridade Comic Relief. Esses diálogos, em sua maioria, eram falados pela própria Jennifer Saunders ou pela Joanna Lumley. Durante o processo de produção da faixa, novos vocais foram gravados, tanto por parte de Tennant (que canta repetidamente o título da canção), quanto por Saunders, com os trechos "techno, techno, bloody techno" e "it's the bloody Pet Shop Boys, sweetie" (em tradução, "São os Pet Shop Boys, querida").

## Videoclipe
O videoclipe que acompanha o single mostra os Pet Shop Boys performando a canção enquanto personagens de Absolutely Fabulous, como Edina e Patsy (respectivamente, Saunders e Lumley) dançam ao seu redor. Em alguns momentos, pequenos trechos da própria série aparecem ao longo do vídeo.

## Lançamentos
Além de ser lançada como single, a canção "Absolutely Fabulous" também aparece na versão Further Listening do disco Very dos Pet Shop Boys, lançada em 2001. O clipe da música também aparece na compilação de clipes da dupla Various, disponível em VHS, além de estar na coleção de DVD AbFab da sitcom. A versão Our Tribe Tongue-In-Cheek Mix da faixa aparece na coletânea Disco 2.

## Listagem de faixas
- CD single de 4 faixas no Reino Unido: Parlophone CDR 6382

1. "Absolutely Fabulous" (7″ mix)
2. "Absolutely Fabulous" (Our Tribe Tongue-in-Cheek Mix)
3. "Absolutely Dubulous"
4. "Absolutely Fabulous" (Dull Soulless Dance Music Mix)

- CD single no Reino Unido/CDRS 6382

1. "Absolutely Fabulous" (7″ mix)
2. "Absolutely Fabulous" (Our Tribe Tongue-in-Cheek Mix)
3. "Absolutely Dubulous"
4. "This Wheel's on Fire"

Esse CD parou de ser produzido devido à problemas com os direitos de cópia da canção "This Wheel's on Fire".
- Cassette single no Reino Unido/TC-R 6382

1. "Absolutely Fabulous" (7″ mix)
2. "Absolutely Fabulous" (Dull Soulless Dance Music Mix)

## Paradas musicais e certificações

### Paradas semanais
| Parada musical (1994)                       | Posição de pico |
| ------------------------------------------- | --------------- |
| Austrália (ARIA)                            | 2               |
| Europa (European Hot 100 Singles)           | 28              |
| Finlândia (Suomen virallinen lista)         | 8               |
| Irlanda (IRMA)                              | 18              |
| Países Baixos (Dutch Top 40 Tipparade)      | 14              |
| Países Baixos (Single Top 100 Tipparade)    | 5               |
| Nova Zelândia (Recorded Music NZ)           | 2               |
| Escócia (Scottish Singles Chart)            | 24              |
| Suécia (Sverigetopplistan)                  | 36              |
| Reino Unido (UK Singles Chart)              | 6               |
| UK Dance (Music Week)                       | 11              |
| Estados Unidos (Billboard Dance Club Songs) | 7               |

### Paradas de final de ano
| Parada musical (1994) | Posição |
| --------------------- | ------- |
| Australia (ARIA)      | 57      |

### Certificações
| Região               | Certificado | Unidades certificadas/ vendas |
| -------------------- | ----------- | ----------------------------- |
| Austrália (ARIA)     | Ouro        | 35.000                        |
| Nova Zelândia (RMNZ) | Ouro        | 5.000                         |